# 미디어 모니터링
미디어 모니터링(media monitoring)은 개인, 기업, 단체 등이 언론에 대한 정보를 얻기 위해 이뤄지는 정보습득 활동이다. 공신력이 있다고 인정되는 언론사의 뉴스를 모니터링함으로써  관심있는 정보를 취득하고 그 흐름을 파악할 수 있다. 또 잘못된 정보에 대해선 대응 방안을 마련할 수 있다. 정부기관과 굴지의 기업, 크고 작은 여러 단체에서는 체계적으로 뉴스 모니터링을 진행하고 있다.
과거에는 방송과 신문지면이 뉴스 모니터링의 주요 대상이었지만 PC와 모바일기기의 등장 이후 온라인뉴스와 소셜미디어의 비중이 매우 커졌다.